# Александр Зорич
Алекса́ндр Влади́мирович Зо́рич — литературный псевдоним писательского тандема Дмитрия Вячеславовича Гордевского и Яны Владимировны Боцман, работающих преимущественно в жанрах научной фантастики и фэнтези, а также создавших ряд исторических романов и рассказов.

## История соавторства Гордевского и Боцман

### Яна Боцман
Я́на Влади́мировна Бо́цман родилась 7 августа 1973 года. Два высших образования: прикладная математика, философия.
В 1999 году в Харьковском государственном университете защитила диссертацию на соискание учёной степени кандидата философских наук по теме «Дзен-буддизм в европейской культуре» (специальность 09.00.04 — философская антропология и философия культуры). До середины 2004 года — доцент философского факультета Харьковского государственного университета. В сентябре 2004 года начала заниматься писательской деятельностью. Член Союза российских писателей.
С 2010 года жила и работала в Москве. В том же году приняла российское гражданство. В 2013 году переехала в город Балаклава (Севастополь). Разведена.

### Дмитрий Гордевский
Дми́трий Вячесла́вович Горде́вский родился 21 марта 1973 года в Харькове в семье преподавателей ХГУ.
После окончания школы, в 1990—1995 гг., учился на механико-математическом факультете Харьковского государственного университета. Затем получил философское образование, окончил аспирантуру и в 2000 году защитил диссертацию на соискание учёной степени кандидата философских наук по теме «Девиантное мышление как фактор культурной динамики» (специальность 09.00.04 — философская антропология и философия культуры).
До середины 2004 г. — доцент философского факультета ХГУ, преподаватель культуры Древнего Рима и Востока.
С сентября 2004 года занимается писательской деятельностью, используя, в частности, псевдоним Дмитрий Уваров.
Член Союза Российских писателей. С 2010 года жил и работал в Москве. В том же году принял российское гражданство. С 2013 года живет в городе Балаклава (Севастополь).

### Формирование дуэта
Семьи будущих писателей жили в одном городе, в квартирах, расположенных в одном подъезде. С детства Яна и Дмитрий постоянно были рядом — учились в одной школе, затем в одном университете, и в нём же до 2004 года работали на одной кафедре (став профессиональными признанными писателями, оба закончили с преподавательством). Их творческий тандем родился весной 1991 года.
«Идея писать вдвоём родилась совершенно спонтанно. Я даже не сказал бы, что это была именно „идея“. Просто весной 1991 года (легко посчитать: нам с Яной было 17/18 лет) мы одновременно пришли к выводу, что порознь сочинять — скучно, а вместе куда веселее. И начали пробовать. Было действительно весело, но первый полноценный роман нам удалось написать вместе только в 1996 г. Выходит, писать в соавторстве мы учились как минимум 5 лет» (Дмитрий Гордевский, online интервью «Миру фантастики»).
Спустя год совместной работы, в 1992 году, из под пера авторов вышел рассказ «Хэллоуин», рассказывающий о «машинке» и её хозяине. Он был опубликован под псевдонимом «Дмитрий Ачасоев», а как произведение Зоричей увидел свет лишь спустя 8 лет, когда был опубликован как приложение к первому тому «Сезона Оружия». В 1994 авторами был написан первый блок рассказиков по миру Круга Земель, которые так и не были изданы до сих пор. В своё время Зоричи признались, что мир Круга Земель изначально предполагался как место для действия стихотворной фэнтези-поэмы, от написания которой авторы в итоге отказались. Вместо неё в руки читателя попал первый фэнтези-роман Зорича, раскрывший читателям удивительный и проработанный мир Сармонтазары — восточной части Круга. Он вышел в 1997 году и назывался «Знак Разрушения». Он положил начало семитомной эпической саги о судьбе мира, живущего под Солнцем Предвечным. Наработки по поэме тоже не пропали, многие её фрагменты можно увидеть в последующих произведениях по этому миру.
Несмотря на то, что в большинстве источников об авторе первым опубликованным произведением значится именно «Знак Разрушения» (а иногда даже «Хэллоуин»), это немного не так. Дебютировал Зорич как изданный автор ещё в 1996 году, с выходом сборника «Heraldica», который включал в себя ряд стихотворных миниатюр. «Знак» же стал дебютом Зорича — прозаика и Зорича — фантаста.

### Происхождение творческого псевдонима
Псевдоним «Александр Зорич» появился в 1991 году. Александр — в честь Александра Македонского, а Зорич — в честь удачливого фаворита Екатерины II.

«Псевдоним „Зорич“ мы придумали как бы в шутку. Мы тогда вообще были писатели „понарошку“. Печатались мало, были молодые и застенчивые. До такой степени застенчивые, что сама мысль о том, чтобы печататься под своими фамилиями, вгоняла нас в священный трепет. А вдруг с неба, как в комедийном сериале „Монти Пайтон“, на тебя упадет гиря в шестнадцать тонн? Ну то есть казалось, что наше творчество — оно настолько выше и значительнее нас самих, что без псевдонима — никак. В общем, решили спрятаться. Долго думали, перебирали разные фамилии. Оценивали, какая более звучная и редкая, какая — менее. Хотелось придумать такой псевдоним, чтобы все спрашивали: „Почему Зорич?“. В конкурсе победила фамилия Зорич, поскольку она образует такое позитивное смысловое гнездо. Тут и заря, и зори. Вдобавок, фамилия сербская, что снимало остроту проблемы однофамильцев… Удобно искать в Интернете, большая часть ссылок — про тебя любимого… Из исторических персон Зорич вспоминается только один — фаворит Екатерины Второй, везунчик и красавец. Мы решили, что фавориты среди „предков“ нас вполне устраивают. Мы сами хотели быть фаворитами почтенной публики. Ну а имя Александр — оно для русской литературы особенное…» (А. Зорич, 2007 год)

Позже, когда творчество писателей стало выкладываться в библиотеке Максима Мошкова, у Зорича появилось отчество — Владимирович, в настоящей жизни являющееся отчеством Яны Боцман.

### Совместная работа
Все свои произведения, как и статьи, рецензии и литературные материалы иного рода, Яна и Дмитрий, по их же заверениям, пишут вместе. О своём совместном творчестве Зоричи говорят следующее:
«А как мы пишем вдвоём? Очень по-разному. У нас нет двух книг, написанных одинаковым методом. И двух сценариев тоже нет. Как у артиллеристов „Цель определяет калибр“, так у нас замысел произведения определяет технологию работы. И технологии эти — секретны. Споры случаются часто. Без споров мы были бы не писатели, а бюрократы. Всегда есть возможность обсудить неожиданную идею, как говорят в научной среде — „апробировать“ её. И никогда не сомневаешься в том, что у тебя есть минимум один читатель.»

### Российский писатель родом из Украины
Зоричи родились и до 2010 года жили в Харькове и в своей фантастике пишут о едином государстве, в состав которого входят равные и сильные Россия, Украина и многие другие государства постсоветского пространства. Пишет писатель на русском языке и издаётся на сегодняшний день по большей части московским издательством АСТ.

«Родина — это дом языка. А язык — дом бытия (это не я сформулировала, а Мартин Хайдеггер). Соответственно Родина задает изначальные, априорные координаты развития человека. И моего тоже. Для меня Родина = язык. И потеря одного для меня очень тесно связана с потерей другого. Это, кстати, имеет ужасно неудобное практическое следствие — я физически не могу за границей больше трех недель. Я чувствую, что портится мой русский, тщательно выпестованный годами работы! В бытовом смысле — моя Родина СССР» (Яна Боцман).

В 2004 году тетралогия «Свод Равновесия» была переведена на украинский язык и издана издательством «Зелений пес» в цикле «Алфізика».

### Зорич — фантаст
Зорич — автор 23 фантастических и историко-фантастических романов, более чем 40 повестей и рассказов.

### Зорич — историк
Перу Зорича принадлежит фундаментальная монография «Искусство раннего Средневековья» (на правах рукописи, 2004 г.).
Также Зорич (под псевдонимом Дмитрий Уваров) является автором ряда исторических и военно-исторических статей, с которыми можно ознакомиться на сайтах X Legio и zorich.ru. Наиболее примечательная его общеисторическая работа — «Как пали сильные» — посвящена смене ценностных установок греко-римской цивилизации и генезису раннехристианских ересей.

### Зорич — переводчик
Начиная с 1996 г. и по 2003 г. включительно Зорич переводил различные актуальные философские работы. См., например, хрестоматию «Введение в гендерные исследования», выпущенную в 2001 г. издательством «Алетейя».

### Зорич — сценарист компьютерных игр
Зоричем созданы сценарии 11 компьютерных игр. Из них в 2004—2009 гг. выпущены 6:
1. «В тылу врага».
2. «В тылу врага 2».
3. «Завтра война».
4. «Завтра война: Фактор К».
5. «Свод Равновесия: Бельтион».
6. «Чёрные бушлаты».

## Миры Александра Зорича
- Круг Земель

Круг Земель, он же мир Солнца Предвечного, он же Сармонтазара и Синий Алустрал — одна из ярчайших в российской фантастической литературе авторских фэнтези-вселенных, созданная Зоричем в 1991—2005 гг.
В этой вселенной происходит действие трилогии «Пути Звезднорожденных» («Знак Разрушения», «Семя Ветра», «Пути Звезднорожденных») и тетралогии «Свод Равновесия» («Люби и властвуй», «Ты победил», «Боевая машина любви», «Светлое время ночи»).
Помимо романов, Кругу земель посвящены повести и рассказы «Бран», «Ничего святого», «Мы неразделимы», «Корабль стрекоз», «Серый Тюльпан», «Раш-Раш», «Клятвопреступники», «О, сергамена!».
Также в этом мире происходит действие компьютерной ролевой игры «Свод Равновесия: Бельтион» (релиз игры состоялся в апреле 2009 г.).
- Сфера Великорасы

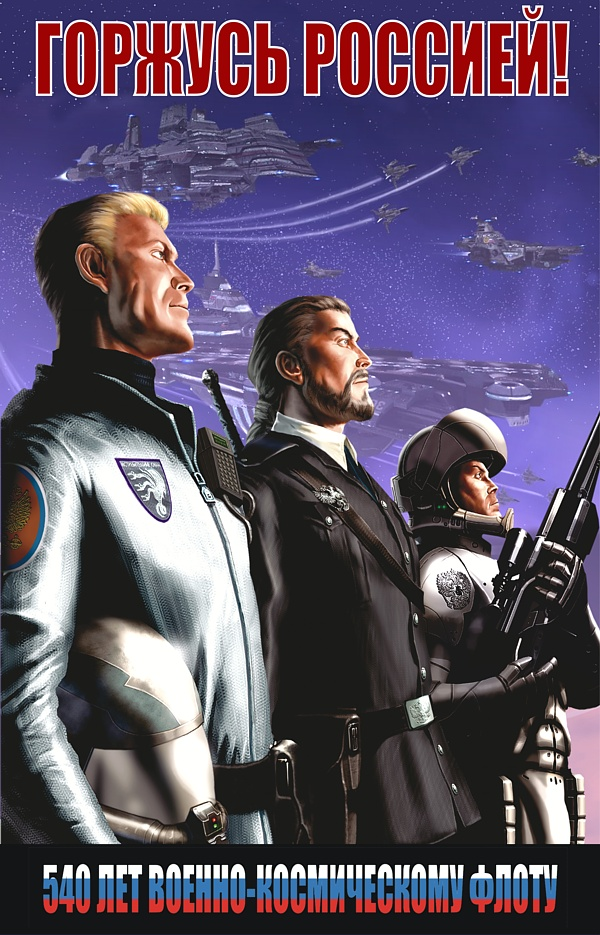
Плакат «Горжусь Россией! 540 лет Военно-Космическому Флоту». Сфера Великорасы Александра Зорича

Сфера Великорасы, она же вселенная «Завтра войны», она же мир Российской Директории XXVII в. Создана Зоричем в течение 2002—2009 гг.
Этому миру посвящены романы «Завтра война», «Без пощады», «Время — московское!», «На корабле утро», повести «Дети Онегина и Татьяны», «Броненосец инженера Песа», «Четыре пилота».
Также в Сфере Великорасы происходит действие компьютерных игр «Завтра война» и «Завтра война: Фактор К».

### Циклы произведений
Фэнтези трилогия «Пути Звезднорожденных»
- 1997 г. — «Знак Разрушения» (Издания: «Знак Разрушения», 1997, Эксмо-Пресс; 2001, Центрполиграф; 2007, АСТ, АСТ Москва, Хранитель; авторские сборники «Пути Звезднорожденных», 2008, АСТ, АСТ Москва в двух сериях: «Библиотека мировой фантастики» и «под Дозоры»; авторский сборник «Круг Земель», 2010, Эксмо)
- 1997 г. — «Семя Ветра» (Издания: «Семя Ветра», 1997, Эксмо-Пресс; 2001, Центрполиграф; 2007, АСТ, АСТ Москва, Хранитель; авторские сборники «Пути Звезднорожденных», 2008, АСТ, АСТ Москва в двух сериях: «Библиотека мировой фантастики» и «под Дозоры»; авторский сборник «Круг Земель», 2010, Эксмо).
- 1998 г. — «Пути Звезднорожденных» (Издания: «Пути Отражённых», 1997, Эксмо-Пресс; «Пути Звезднорожденных», 2001, Центрполиграф; 2007, АСТ, АСТ Москва, Хранитель; авторские сборники «Пути Звезднорожденных», 2008, АСТ, АСТ Москва в двух сериях: «Библиотека мировой фантастики» и «под Дозоры»; авторский сборник «Круг Земель», 2010, Эксмо)

Фэнтези тетралогия «Свод Равновесия»
- 1998 г. — Люби и властвуй" (Издания: «Люби и властвуй», 1998, Эксмо-Пресс; 2001, Центрполиграф; укр.: «Офіцер магічної безпеки», 2004, Зелений пес, Джерела М, в двух томах; 2006, АСТ, АСТ Москва, Транзиткнига; 2007, АСТ, АСТ Москва, Хранитель; 2007, авторский сборник «Люби и властвуй. Ты победил», АСТ, АСТ Москва, Хранитель)
- 2000 г. — «Ты победил» (Издания: «Ты победил», 2000, Центрполиграф; укр.: «Ти переміг», 2004, Зелений пес, Джерела М, в двух томах; 2006, АСТ, Транзиткнига; 2007, АСТ, АСТ Москва, Хранитель; 2007, авторский сборник «Люби и властвуй. Ты победил», АСТ, АСТ Москва, Хранитель)
- 2001 г. — «Боевая машина любви» (Издания: «Боевая машина любви», 2001, Центрполиграф; 2006, АСТ, АСТ Москва, Транзиткнига; укр.: «Бойова машина кохання», 2006, Зелений пес, Гамазин; 2007, АСТ, АСТ Москва, Хранитель; авторский сборник «Боевая машина любви. Светлое время ночи», 2007, АСТ, АСТ Москва, Хранитель)
- 2001 г. — «Светлое время ночи» (Издания: «Светлое время ночи», 2001, Центрполиграф; 2006, АСТ, АСТ Москва, Хранитель; укр.: «Світлий час ночі», 2006, Зелений пес, Гамазин; 2007, АСТ, АСТ Москва, Хранитель; авторский сборник «Боевая машина любви. Светлое время ночи», 2007, АСТ, АСТ Москва, Хранитель)

Романы цикла «Сфера Великорасы»
Научно-фантастическая трилогия «Завтра война»
- 2003 г. — «Завтра война» 2003 г. (Издания: «Завтра война», 2003, АСТ; 2004, АСТ, ВЗОИ; авторские сборники «Завтра война», 2006, АСТ, АСТ Москва, Хранитель в двух сериях: «Библиотека мировой фантастики» и «под Дозоры»; авторский сборник «Завтра война. Без пощады», 2006, АСТ, АСТ Москва, Транзиткнига; польск.: «Jutro wojna», весна 2006 специальное издание «Nowa fantastyka»; 2007, АСТ, АСТ Москва, Харвест; 2009, АСТ, АСТ Москва; 2012, Астрель, Полиграфиздат)

Роман получил приз «Расширяющаяся Вселенная» от конвента «Портал-2004»
- 2004 г. — «Без пощады» (Издания: «Реальность фантастики» № 7, июль, 2004 (фрагмент); «Без пощады», 2005, АСТ, АСТ Москва, Хранитель, Люкс; 2005, АСТ, Транзиткнига; авторские сборники «Завтра война», 2006, АСТ, АСТ Москва, Хранитель в двух сериях: «Библиотека мировой фантастики» и «под Дозоры»; авторский сборник «Завтра война. Без пощады», 2006, АСТ, АСТ Москва, Транзиткнига; польск.: «Nie ma litosci», осень 2006, специальное издание «Nowa fantastyka»; 2009, АСТ, АСТ Москва)

Роман получил премию «Иван Калита» и диплом «Чаша Бастиона»; по версии «Русского Ньюсуика» — лучший приключенческий роман 2004 г.
- 2006 г. — «Время — московское!» (Издания: «Реальность фантастики» № 6, июнь, 2005 (фрагмент); авторские сборники «Завтра война», 2006, АСТ, АСТ Москва, Хранитель в двух сериях: «Библиотека мировой фантастики» и «под Дозоры»; «Главный ударный флот» и «Пылающий июнь», 2007, АСТ, АСТ Москва, Хранитель; авторский сборник «Время — московское! Топоры и лотосы», 2007, АСТ,АСТ Москва, Хранитель; «Время — московское! Главный ударный флот», 2009, АСТ, АСТ Москва)

Из-за большого объема в мягком переплете роман вышел в 2х книгах: «Главный ударный флот» и «Пылающий июнь»
Роман получил приз «Чаша Бастиона», 1 место, 2007; титул «Серебряная полка» газеты «Книжное обозрение»; «Лучшая отечественная фантастика за 2006 год» по версии журнала «Мир фантастики»
Научно-фантастические романы из цикла об Андрее Румянцеве
- 2011 г. — «Пилот мечты» (в соавторстве с Климом Жуковым) (Издания: «Пилот мечты», 2011, АСТ, Астрель)
- 2011 г. — «Пилот вне закона» (в соавторстве с Климом Жуковым) (Издания: «Пилот вне закона», 2011, Астрель, Полиграфиздат)
- 2012 г. — «Пилот особого назначения» (в соавторстве с Климом Жуковым) (Издания: «Пилот особого назначения», 2012, Астрель)
- 2012 г. — «Пилот на войне» (в соавторстве с Климом Жуковым) (Издания: «Пилот на войне», 2012, Астрель)

Научно-фантастический роман из незавершенного цикла «Муромчанка»
- 2012 г. — «Пилот-девица»[3] (Издания: «Пилот-девица», 2012, Астрель, Харвест)

Научно-фантастический романы из цикла «Звездопроходцы»
- 2013 г. — «Три капитана» (в соавторстве с Сергеем Челяевым) (Издания: «Три капитана», 2013, АСТ)
- 2013 г. — «Звездопроходцы» (в соавторстве с Сергеем Челяевым) (Издания: «Звездопроходцы», 2013, АСТ)

Научно-фантастический романы из цикла «Стальной лабиринт»
- 2014 г. — «Стальной лабиринт» (Издания: «Стальной лабиринт», 2014, Тактикал Пресс; 2016, Э)
- 2016 г. — «Стальные грозы» (Издания: «Стальные грозы», 2016, Э)
- 2019 г. — «Стальная Гонка» (Издания: в составе «Собрание сочинений Александра Зорича. В 9 томах. Том 1. Стальной лабиринт. Стальные грозы. Стальная гонка», 2019, РИПОЛ классик)

Научно-фантастическая трилогия «На корабле»
- 2008 г. — «На корабле утро» (Издания: «На корабле утро», 2008, АСТ, АСТ Москва в сериях «Боевая фантастика» и «Звёздный лабиринт»; 2009, АСТ, АСТ Москва).

Роман получил премию «Чаша Бастиона», 2 место, 2009
- 2013 г. — «На корабле полдень» (Издания: «На корабле полдень», 2013, Эксмо)

«На корабле полночь» (официальная дата выхода неизвестна)
Цикл фантастических романов по миру игры «S.T.A.L.K.E.R.»
- 2009 г. — «Беглый огонь» (Издания: 2009, АСТ, Астрель)
- 2010 г. — «Полураспад» (Издания: 2010, АСТ, Астрель)
- 2010 г. — «Клад Стервятника» (в соавторстве с Сергеем Челяевым) (Издания: 2010, АСТ, Астрель, Харвест; 2011, АСТ, Астрель)
- 2011 г. — «Полный котелок патронов» (Издания: 2011, АСТ, Астрель; 2012, АСТ, Астрель)

Все четыре романа относятся к циклу «Комбат и Тополь».
- 2011 г. — «Группа эскорта» (в соавторстве с Дмитрием Володихиным) (Издания: 2011, АСТ, Астрель, Харвест; 2012, АСТ, Астрель)

Цикл фантастических романов по миру проекта «Этногенез»
- 2010 г. — «Сомнамбула. Книга 1. Звезда по имени Солнце» (Издания: 2010, АСТ, Этногенез; 2012, АСТ, Астрель, Этногенез)
- 2010 г. — «Сомнамбула. Книга 2. Другая сторона Луны» 2010 г. (Издания: 2010, АСТ, Этногенез)

Цикл романов для детей (под псевдонимом Алина Боярина) «Денис Котик»
- 2003 г. — Роман для подростков «Денис Котик и царица крылатых лошадей» (Издания: 2004, АСТ, Фолио; Фолио, 2004; 2007, Эксмо)
- 2003 г. — Роман для подростков «Денис Котик и Орден Бледных Витязей» 2003 г. (Издания: 2003, Фолио; 2004, АСТ, Фолио; 2007, Эксмо)
- 2003 г. — Роман для подростков «Денис Котик и Ржавые Заклинания» (в соавторстве с Сергеем Челяевым) 2003 г. (Издания: 2004, Фолио)
- 2005 г. — Роман для подростков «Денис Котик и Замок Хитрецов» (в соавторстве с Сергеем Челяевым) 2005 г. (Издания: 2005, Фолио)

В момент выхода книг у Зоричей был контракт с Центрполиграфом на экслюзивное использование им (Центполиграфом) псевдонима. Поэтому на обложках поначалу значилась Алина Боярина. Но в изданиях 2007 года на обложке стоит уже имя Александра Зорича.
Межавторский цикл «Зона смерти»
- 2010 г. — «Гипершторм» (в соавторстве с Сергеем Челяевым) (Издания: «Гипершторм», 2010, Эксмо)

Межавторский цикл «Prime World»
- 2013 г. — «Праймзона» (Издания: «Праймзона», 2013, Эксмо)

В цикле вышло лишь четыре романа разных авторов.

### Внецикловые романы
- 2000 г. — Фантастический роман «Сезон оружия» («Последний аватар») (Издания: «Сезон оружия», 2000, АСТ, Северо-Запад Пресс; «Последний аватар», 2000, АСТ, Северо-Запад Пресс; «Сезон оружия», 2001, Центрполиграф; «Сезон оружия», 2006, АСТ, АСТ Москва, Транзиткнига; 2007, АСТ, АСТ Москва, Хранитель; авторский сборник «Сезон оружия. Консул Содружества», 2007, АСТ, АСТ Москва, Хранитель; авторские сборники «Топоры и Лотосы», 2007, АСТ, АСТ Москва, Хранитель в двух сериях: «Библиотека мировой фантастики» и «под Дозоры»; «Последний аватар», 2010, Эксмо).

В 2000 году роман вышел частями в двух книгах — «Сезон оружия» и «Последний аватар». В последующих изданиях обе части выходили под названием «Сезон оружия», а в 2010 году — под названием «Последний аватар».
- 2001 г. — Исторический роман «Карл, герцог» (Издания: 2001, Центрполиграф; 2008, АСТ)

При первом издании книга по техническим причинам была разбита на 2 тома: «Карл, Герцог» и «Первый меч Бургундии». Все последующие издания (в издательстве АСТ) осуществлены одним томом, под названием «Карл, герцог». Дилогия была признана московским книжным обозрением Ex Libris лучшими фантастическими книгами 2001 года. Эта же историческая эпопея также премирована дипломом украинских филологов как лучший роман 2001 года и является призёром литературного конкурса «Тенета-2002».
- 2002 г. — Фантастический роман «Консул Содружества» (Издания: «Консул содружества», 2002, Центрполиграф; «Консул содружества», 2007, АСТ Москва, Хранитель (в переплёте и мягкой обложке; авторский сборник «Сезон оружия. Консул Содружества», 2007, АСТ, АСТ Москва, Хранитель; авторские сборники «Топоры и Лотосы», 2007, АСТ, АСТ Москва, Хранитель в двух сериях: «Библиотека мировой фантастики» и «под Дозоры»; «Последний аватар», 2010, Эксмо)
- 2007 г. — Исторический роман «Римская звезда» (Издания: «Римская звезда», 2007, АСТ, АСТ Москва, Хранитель; 2010, АСТ, Астрель, Полиграфиздат)
Роман в рукописи именовался «Золотая звезда». Название «Римская звезда» принято по просьбе издателя.
- 2012 г. — Фантастический роман «Очень мужская работа» (в соавторстве с Сергеем Жарковским)[4] (Издания: «Очень мужская работа», 2012, ИД Ленинград)

Роман писался в серию «S.T.A.L.K.E.R.», но так и не был в ней издан
- 2015 г. — Фантастический роман «Морпех — победитель магов» (Издания: «Морпех — победитель магов», 2015, Эксмо)
- 2017 г. — Фантастический роман «Красные звёзды» (Издания: «Красные звёзды», 2017, АСТ)

### Авторские сборники
- 1996 г. — «Heraldica» (Геральдика. Малые сочинения.) (Цикл прозаических и стихотворных миниатюр) 1996 г. (Издания: «Heraldica», 1996, Похищение Европы; журнал «Митин журнал» № 57,1999)
- 2005 г. — «Ничего святого»[5] (Издания: 2005, АСТ, Люкс, Харвест; 2006, АСТ, АСТ Москва, Хранитель)
- 2009 г. — «У солдата есть невеста» (Издания: 2009, АСТ, АСТ Москва, Харвест)

### Рассказы и повести
- Повести
  - 2001 г. — «Корабль Стрекоз» [входит в цикл «Круг земель»] (Издания: авторский сборник «Первый меч Бургундии», 2001, Центрполиграф; альманах «Наша фантастика. № 3, 2001, Звездный Мост», 2001, Центрполиграф)
  - 2002 г. — «Конан и Смерть» [входит в цикл «О Зигфриде»] (Издания: журнал «Звездная дорога» № 5-6, 2002; журнал «Реальность фантастики» № 4, апрель, 2004; антология «Украинская фэнтези — 2006», 2005, Фолио; авторские сборники «Ничего святого», 2005, АСТ, Люкс, Харвест, 2006, АСТ, АСТ Москва, Хранитель)
  - 2003 г. — «Серый Тюльпан» [входит в цикл «Круг земель»] (Издания: антология «Фэнтези-2003», 2003, Эксмо; антология «Когда рушится мир», 2004, Эксмо; авторские сборники «Ничего святого», 2005, АСТ, Люкс, Харвест, 2006, АСТ, АСТ Москва, Хранитель; антология «Украинский хоррор — 2006», 2006, Фолио)
  - 2003 г. — «Топоры и Лотосы» (Издания: журнал «Если» № 9, сентябрь, 2003; антология «Украинская фантастика 2005», 2005, Фолио; антология «Миры „Если“», 2005, Московские учебники и Картолитография; авторские сборники «Ничего святого», 2005, АСТ, Люкс, Харвест, 2006, АСТ, АСТ Москва, Хранитель; авторский сборник «Время — московское! Топоры и лотосы», 2007, АСТ,АСТ Москва, Хранитель; авторские сборники «Топоры и Лотосы», 2007, АСТ, АСТ Москва, Хранитель в двух сериях: «Библиотека мировой фантастики» и «под Дозоры»)
  - 2004 г. — «Ничего святого» [входит в цикл «Круг земель»] (Издания: журнал «Полдень. XXI век» № 3, 2004; антология «Фэнтези — 2004», 2004, Эксмо; антология «Украинская фэнтези — 2006», 2005, Фолио; антология «Удивить дракона», 2005, Эксмо; авторские сборники «Ничего святого», 2005, АСТ, Люкс, Харвест, 2006, АСТ, АСТ Москва, Хранитель)
  - 2006 г. — «Дети Онегина и Татьяны» [входит в цикл «Сфера Великорасы»] (Издания: «Мир фантастики» № 4, апрель, 2006 (журнальный вариант); сборник «Мифотворцы: портал в Европу», 2006, Сварог; антология «Galilei — 2007», 2007, ФЛП Либуркина Л. М.; антология «Академия Шекли», 2007, Эксмо; сборник «Лучшее за год 2007. Российское фэнтези, фантастика, мистика», 2007, Азбука-классика; антология «Украинская фантастика 2008», 2007, Фолио; авторский сборник «Время — московское! Топоры и лотосы», 2007, АСТ,АСТ Москва, Хранитель; авторские сборники «Топоры и Лотосы», 2007, АСТ, АСТ Москва, Хранитель в двух сериях: «Библиотека мировой фантастики» и «под Дозоры»; авторский сборник «У солдата есть невеста», 2009, АСТ, АСТ Москва, Харвест; сборник «Русские», 2012, Астрель)
Повесть является лауреатом премии «Филигрань» за 2007 г.
  - 2008 г. — «Бран» [входит в цикл «Круг земель»] (Издания: журнал «Если» № 4, апрель, 2008; авторский сборник «У солдата есть невеста», 2009, АСТ, АСТ Москва, Харвест)
  - 2008 г. — «Броненосец инженера Песа» [входит в цикл «Сфера Великорасы»] (Издания: антологии «Eurocon 2008. Спасти Чужого» , 2008, Эксмо; 2008, АСТ, АСТ Москва; и для «Чёрная серия /танковая щель», 2008, АСТ, АСТ Москва, Харвест; антология «Свой-чужой», 2008, Эксмо; авторский сборник «У солдата есть невеста», 2009, АСТ, АСТ Москва, Харвест)
  - 2008 г. — «Четыре пилота» [входит в цикл «Сфера Великорасы»] (Издания: антологии «Eurocon 2008. Убить Чужого», 2008, ЭКСМО; 2008, АСТ, АСТ Москва; и для «Чёрная серия /танковая щель», 2008, АСТ, АСТ Москва, Харвест; антология «Свой-чужой», 2008, Эксмо; авторский сборник «У солдата есть невеста», 2009, АСТ, АСТ Москва, Харвест)
  - 2009 г. — «Превращения» (Издания: авторский сборник «У солдата есть невеста», 2009, АСТ, АСТ Москва, Харвест)
- Рассказы
  - 1994 г. — «На сладкое» [входит в цикл «Круг земель»] (не издавался)
  - 1994 г. — «Образ подобия» [входит в цикл «Круг земель»] (не издавался)
  - 1994 г. — «Прикосновение» [входит в цикл «Круг земель»] (не издавался)
  - 1994 г. — «Торговец сладостями» [входит в цикл «Круг земель»] (не издавался)
  - 1994 г. — «Утешение» [входит в цикл «Круг земель»] (не издавался)
  - 1994 г. — «Хэллоуин» [под псевдонимом Дмитрий Ачасоев до 2000 г.] (Издания: сборник «Сказки дедушки вампира», 1994, Мастер; сборник «Эпоха игры», 1996, Феникс; «Сезон Оружия», 2000, АСТ, Северо-Запад Пресс; альманах «Наша фантастика» , № 2, 2001; авторские сборники «Ничего святого», 2005, АСТ, Люкс, Харвест, 2006, АСТ, АСТ Москва, Хранитель; антология «Украинский хоррор — 2006», 2006, Фолио; авторские сборники «Топоры и Лотосы», 2007, АСТ, АСТ Москва, Хранитель в двух сериях: «Библиотека мировой фантастики» и «под Дозоры»)
  - 2000 г. — «Клятвопреступники» [входит в цикл «Круг земель»] (Издания: авторский сборник"Первый меч Бургундии", 2001, Центрполиграф; альманах «Наша фантастика» , № 1, 2000; авторские сборники «Ничего святого», 2005, АСТ, Люкс, Харвест, 2006, АСТ, АСТ Москва, Хранитель; антология «Украинский хоррор — 2006», 2006, Фолио)
  - 2000 г. — «Чрезвычайное положение» (Издания: «Последний Аватар», 2000, АСТ, Северо-Запад Пресс)
  - 2002 г. — «Второй подвиг Зигфрида» [входит в цикл «О Зигфриде»] (Издания: журнал «Звёздная дорога» № 5-6, 2002; , журнал «Если» № 3, март, 2003; журнал «Мир фантастики» № 1, сентябрь, 2003; журнал «Реальность фантастики» № 4, апрель, 2004; антология «Украинская фэнтези — 2006», 2005, Фолио; авторские сборники «Ничего святого», 2005, АСТ, Люкс, Харвест, 2006, АСТ, АСТ Москва, Хранитель; журнал «Мир фантастики» № 6, июнь, 2007; антология «Фэнтези — 2008», 2007, Эксмо; авторский сборник «У солдата есть невеста», 2009, АСТ, АСТ Москва, Харвест)
  - 2004 г. — «Мы неразделимы» [входит в цикл «Круг земель»] (Издания: журнал «Знамя» № 11, 2004; антология «Фэнтези — 2005», 2004, Эксмо; авторские сборники «Ничего святого», 2005, АСТ, Люкс, Харвест, 2006, АСТ, АСТ Москва, Хранитель; антология «Лучшее за год. Российская фантастика, фэнтези, мистика», 2006, Азбука; антология «Украинская мистическая фантастика — 2006», 2006, Фолио)
  - 2004 г. — «О, сергамена!» [входит в цикл «Круг земель»] (Издания: на украинском: «О, сергамено!» в журнале «Однокласник» № 6, 2002; антологию «Человек человеку — кот», 2004, АСТ; авторские сборники «Ничего святого», 2005, АСТ, Люкс, Харвест, 2006, АСТ, АСТ Москва, Хранитель; антология «Украинский хоррор — 2006», 2006, Фолио)
  - 2005 г. — «Мизерикорд» [вошел в роман «Время — московское!»] (Издания: журнал «Мир фантастики» № 5, май, 2005)
  - 2005 г. — «Раш-Раш» (Издания: 2005 «Если» № 4, апрель, 2005; антология «Фэнтези-2005. Выпуск 2», 2005, Эксмо; антология «Украинская мистическая фантастика», 2008, Фолио; авторский сборник «У солдата есть невеста», 2009, АСТ, АСТ Москва, Харвест)
  - 2005 г. — «У солдата есть невеста» (Издания: «Последний Аватар», 2001, Центрполиграф; сборник «Новые легенды — 2», 2005 , Азбука-классика; «Реальность фантастики» № 11, ноябрь, 2005; антология «Украинская мистическая фантастика — 2006», 2006, Фолио; авторские сборники «Топоры и Лотосы», 2007, АСТ, АСТ Москва, Хранитель в двух сериях: «Библиотека мировой фантастики» и «под Дозоры»; авторский сборник «У солдата есть невеста», 2009, АСТ, АСТ Москва, Харвест)
  - 2007 г. — «Королева Кубков, Королева Жезлов» (Издания: журнал «Если» № 11, 2007; антология «Украинская мистическая фантастика», 2008, Фолио; антология «Лицо во тьме», 2008, АСТ, АСТ Москва, ВКТ; антология «Русское фэнтези 2008», 2008, АСТ, АСТ Москва, ВКТ; авторский сборник «У солдата есть невеста», 2009, АСТ, АСТ Москва, Харвест; антология «Лучшее за год — III. Российское фэнтези, фантастика, мистика», 2009, Азбука-классика)
  - 2007 г. — «Пасифая.doc» (Издания: два сборника «Мифы Мегаполиса», 2007 АСТ, АСТ Москва, Хранитель — один в серии «Черная серия/Танковая щель» и один без серии; антология «Украинская мистическая фантастика», 2008, Фолио; авторский сборник «У солдата есть невеста», 2009, АСТ, АСТ Москва, Харвест)
  - 2007 г. — «Повесть о юном королевиче Зигфриде, варваре Конане, вещем драконе Фафнире и мудром карлике Альбрихе» [входит в цикл «О Зигфриде»] (Издания: журнал «Мир фантастики» № 6, июнь, 2007; антология «Фэнтези 2008», 2007, Эксмо; авторский сборник «У солдата есть невеста», 2009, АСТ, АСТ Москва, Харвест)
  - 2008 г. — «Ноги Эда Лимонова» (Издания: две антологии «Фантастика 2009. Человек из Армагеддона», 2009, АСТ, АСТ Москва — одна в серии «Звёздный лабиринт» и одна без серии; авторский сборник «У солдата есть невеста», 2009, АСТ, АСТ Москва, Харвест)
  - 2008 г. — «Похороны крокодила» (Издания: две антологии «Фантастика 2009. Человек из Армагеддона», 2009, АСТ, АСТ Москва — одна в серии «Звёздный лабиринт» и одна без серии; авторский сборник «У солдата есть невеста», 2009, АСТ, АСТ Москва, Харвест)
  - 2013 г. — «Ледяные штаны Карташова» [ межавторский цикл «Дорога к Марсу»] (Издания: сборник «Дорога к Марсу», 2013, Эксмо)
  - 2013 г. — «Тридцать первый, жёлтая ворона» (Издания: антология «World of Tanks. Боги войны», 2013, Тактикал пресс; антология «Призрачный мир», 2014, Книжный клуб «Клуб семейного досуга»)
  - 2014 г. — «Операция „Метель“» [фрагмент романа «Стальные грозы»] (Издания: журнал «Мир фантастики» № 7, июль, 2014)
  - 2018 г. — «Ночь в палеонтологическом музее» (Издания: антология «Территория Дозоров. Лучшая фантастика 2019» АСТ)

### Сценарные работы
- сценарий игры «В тылу врага» (релиз 29 июня 2004 года)
- сценарий игры «В тылу врага 2» (релиз 8 сентября 2006 года)
- сценарий космического симулятора «Завтра война» (релиз 27 октября 2006 года)
- сценарий космического симулятора «Завтра война: Фактор К» (релиз 1 июня 2007 года)
- сценарий «Диверсанты 3» (2008)
- сценарий action-RPG «Свод Равновесия: Бельтион» (релиз 16 апреля 2009 года)
- сценарий военной стратегической игры «Чёрные бушлаты» (релиз 14 августа 2009 года)
- сценарий MMO RPG «Сфера 3» (2015)
- сценарий компьютерной игры «Смерть шпионам 2» (релиз был запланирован на конец 2011 года, вышла в 2016)
- сценарий военной стратегической игры «Солдаты: Арена» (заявлена на 2019)
- сценарий Survival action RPG «Dawn of Zombies» (заявлена на 2019)

### Публицистика
- «Хочу сиять заставить заново…» — рецензия на книгу А. Бушкова «Нечаянный король» («Книжное обозрение», 2001, 2 июля)
- «Как обуздать демонов Максвелла, или Магия по-американски» — Предисловие. («Магия инкорпорейтед», романы Роберта Хайнлайна, 2002 Центрполиграф)
- «Господин Дракон. Сила, слабость и боевое применение драконов» («Этот забавный зверек») — цикл «Дракон в литературе с древнейших времен до современной фантастики» (2003 «Мир фантастики» № 10; 2003 летний спецвыпуск «Другой»; 2004 «Фэнтези-2004» ЭКСМО)
- «Трибуна. Александр Зорич: Отставить беготню по космодрому!» (декабрь 2006 «Мир Фантастики» № 40)
- «Александр Зорич: Экспертиза темы: Круглый стол фантастов на тему о судьбе литературы» — статья (2003 «Если» № 10)
- «Побег из камеры смертников» — статья (2004 «Полдень, XXI век» № 1)
- «Черные хроники Гайдар-Сарая» — статья (2004 «Реальность фантастики» № 11)
- «Сценарный документ: от концепции до релиза» — статья на основе лекции на выставке «Территория игр» (Киев, 2006 год) (опубликована на dtf.ru)

Кроме этих литературных статей, Яна и Дмитрий написали более 20 научных публикаций на разную тематику.

#### Материалы о Великой Отечественной
В разное время писателем на своём сайте публиковались материалы, посвящённые Великой Отечественной войне.
- Подборки фотографий к 59-й годовщине Победы (люди, техника)
- Фотогалерея к 63-й годовщине Победы
- Материалы о советской морской пехоте на Чёрном море к выходу игры «Чёрные бушлаты»
  - Черноморский флот и морская пехота
  - Оборона Одессы. Десант под Григорьевкой
  - Керченско-Феодосийская десантная операция
  - Оборона Севастополя
  - Битва за Новороссийск